# Toys Hill
Toys Hill est un hameau de la paroisse civile de Brasted dans le district de Sevenoaks, dans le comté du Kent, en Angleterre. Il se trouve au sud de Brasted Chart, également situé dans la paroisse. Le hameau est localisé sur la pente de Greensand Ridge, formé par Lower Greensand (en), immédiatement au nord de Weald. Le point culminant, très boisé, est la colline du même nom, qui culmine à 235 mètres.
Dans le hameau, il y a une vue exceptionnelle sur le Weald d'une terrasse, qui comprend également un puits en contrebas, sur la Puddledock Lane. La terrasse a été donnée en 1898 par Octavia Hill, L'un des fondateurs de la National Trust, Qui vivait à proximité de Crockham Hill, Et il a été l'une des premières propriétés du National Trust.
Le National Trust a depuis acquis un terrain beaucoup plus important à Toys Hill, grâce à des dons, culminant en 1981 avec l'acquisition de vastes forêts à travers un appel spécial, l'acquisition finale étant appelé Octavia Hill Woodland. Le National Trust gère désormais plus de 200 acres (81 ha) de forêts.
La zone a été désignée Site d'intérêt scientifique particulier en raison de sa faune abondante et une grande partie est reconnu comme un Grade I site d'importance nationale pour la conservation de la nature.